# Légéville-et-Bonfays
Légéville-et-Bonfays település Franciaországban, Vosges megyében. Lakosainak száma 63 fő (2022. január 1.). Légéville-et-Bonfays Les Ableuvenettes, Bainville-aux-Saules, Begnécourt, Frénois, Gelvécourt-et-Adompt, Pierrefitte és Pont-lès-Bonfays községekkel határos.

## Népesség
A település népességének változása:
| Lakosok száma | 48   | 44   | 43   | 49   | 55   | 61   | 61   | 63   | 63   |
|               | 2013 | 2015 | 2016 | 2017 | 2018 | 2019 | 2020 | 2021 | 2022 |